# Арсений (Жадановский)
Епи́скоп Арсе́ний (в миру Александр Ива́нович Жадано́вский; 6 марта 1874, село Нижняя Писаревка, Волчанский уезд, Харьковская губерния — 27 сентября 1937, Бутовский полигон, Московская область) — епископ Русской православной церкви; с июня 1914 года епископ Серпуховский, викарий Московской епархии. С 1927 года придерживался умеренной правоконсервативной оппозиции к курсу заместителя патриаршего местоблюстителя митрополита Сергия, примыкая к «непоминающим».

## Семья
Родился в семье протоиерея Ивана Андреевича Жадановского (13.09.1836—11.11.1906), в 1877—1904 годы — священник Рождество-Богородичной церкви города Чугуева. В этом храме священствовали несколько поколений семьи Жадановских: отец Афанасий (прапрадед епископа Арсения), отец Стефан (прадед), отец Андрей (дед), отец Иоанн (Иван, отец), а затем — отец Алексий (Алексей, брат).
Братья:
- Алексей Иванович (умер в 13.04.1922) — с 1888—1904 был священником храма Петра и Павла в сл. Отрада, Змиевского уезда, Харьковской губернии; с 1904—1910 священник Рождество-Богородичной церкви в городе Чугуеве, затем с 1910—1922 — протоиерей Александро-Невской церкви г. Харькова.
- Андрей Иванович (умер в сентябре 1920) — священник Крестовоздвиженской церкви г. Изюма, Харьковской губернии, с 1905 года — 2-й священник Свято-Духовской церкви г. Харькова, с 1916 года — протоиерей Благовещенского собора г. Харькова. По воспоминаниям епископа Андрея, «настоящий брат милосердия».
- Антонин Иванович (умер в Москве 17.01.1936) — инспектор мужской гимназии. Похоронен на немецком кладбище.
- Николай Иванович — преподаватель математики, затем — священник.

## Образование
Окончил Харьковское духовное училище, Харьковскую духовную семинарию (1894), Московскую духовную академию со степенью кандидата богословия (1903; тема кандидатской работы: «Беседы преподобного Макария Египетского с гомилетической точки зрения»).

## Монах и наместникЧудова монастыря
С 1894 года — преподаватель церковно-приходской школы, затем — надзиратель-репетитор в Сумском духовном училище. В 1899 году пострижен в мантию в Святогорской Успенской пустыни Харьковской епархии и тогда же был рукоположён во иеродиакона; с 1902 года — иеромонах.
С 1903 года — казначей Московского Чудова монастыря в Кремле, с 1904 года — наместник Московского Чудова монастыря в сане архимандрита. Открыл при монастыре послушническую школу, в которой преподавались церковная история, богослужение, катехизис и аскетика. Поддерживались стройное пение и истовое уставное богослужение, привлекавшие в монастырь многих богомольцев. Была повышена дисциплина среди братии — запрещались разговоры певчих на клиросах, признавалось безусловно недопустимым курение табака и винопитие, был введён запрет женщинам входить в ограду монастыря и кельи.
Издавал различные брошюры духовно-нравственного содержания. При участии епархиального миссионера Ивана Айвазова выпускал духовно-просветительную литературу для народа под названием «Лепта обители Святителя Алексия». С 1912 года издавал богословский ежемесячник «Голос Церкви», в котором публиковал свои статьи, в том числе его «Духовные дневники». В годы гонений на церковь при большевистской власти они пользовались среди православных популярностью: отдельные их выпуски передавались из рук в руки, завещались в случае смерти родственникам и друзьям и даже переписывались от руки. В дневниках, в частности, писал, что

в настоящий век происходит странная подмена религиозных понятий. Эксцентричность принимают за высшую духовную силу, простую сентиментальность — за умиление и любовь, действие жизненного магнетизма, а то и простое влияние тёмной силы — за прозорливость, дар чудес, дар утешений. Истинные же носители Святого Духа остаются как-то незаметными. Удивляешься, когда пораздумаешься над всем этим. Всё это является показателем духа времени, настроения современного общества, дряблого и душевно больного.
Открыл при Чудовом монастыре отдел Камчатского миссионерского братства, созданного по инициативе будущего митрополита Нестора (Анисимова); тесно сотрудничал с московским братством Святителей Московских, собрания которого не раз проходили в монастыре.
В 1911 году в кельях наместника Чудова монастыря был устроен храм во имя святителя Иоасафа Белгородского. В 1913 году в монастыре был создан пещерный Ермогеновский храм. В годы наместничества епископа Арсения Чудов монастырь стал одним из центров духовного просвещения Москвы и всей России (в годы советской власти он был разрушен).

## Епископ

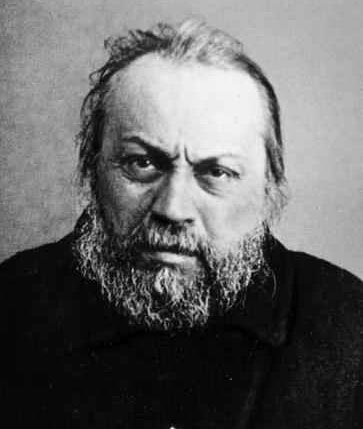
Епископ Арсений (Жадановский) под арестом в ОГПУ

8 июня 1914 года в Алексиевском храме московского Чудова монастыря был хиротонисан во епископа Серпуховского, викария Московской епархии с оставлением в должности наместника Чудова монастыря.
В 1918—1919 годах жил в полузатворе вместе с архимандритом (впоследствии епископом) Серафимом (Звездинским) в Серафимо-Знаменском скиту Подольского уезда Московской губернии, будучи духовником и старцем схиигуменьи Фамари (Марджановой) и сестёр основанного ею скита.
1 (14) октября 1923 года патриарх Тихон своим постановлением уволил Арсения по его желанию на покой. С 1924 по 1925 год проживал в селе Старые Кузьменки Серпуховского уезда в доме настоятеля местной церкви. В 1926 году был выслан в административном порядке в Нижегородскую губернию и в 1926—1927 годах проживал в Серафимо-Понетаевском монастыре.
После выхода «Декларации» 1927 года, содержавшей призыв к полной лояльности советской власти, епископ Арсений не имел литургического общения с единомысленными митрополиту Сергию архиереями и священнослужителями, хотя и не присоединился к какой-либо организованной оппозиции заместителю патриаршего местоблюстителя.
В 1931 году был арестован, через два месяца освобождён. В апреле 1932 года вновь арестован, вскоре освобождён. Следующий арест последовал в мае 1933 года: тогда епископ был обвинён в антисоветской агитации и осуждён на три года ссылки в Казахстан. После обжалования — владыка Арсений ссылался на психическое расстройство, в котором находился во время дачи показаний на следствии, — тройка ОГПУ по Московской области признала приговор условным.
Жил в дачном посёлке Котельники в доме, купленном при содействии митрополита Сергия. Туда к нему приезжали духовные чада, участвовавшие в тайных богослужениях в домовой церкви владыки. Работал над воспоминаниями о подвижниках Православия, с которыми был лично знаком, и над автобиографией, оставшейся незавершённой.

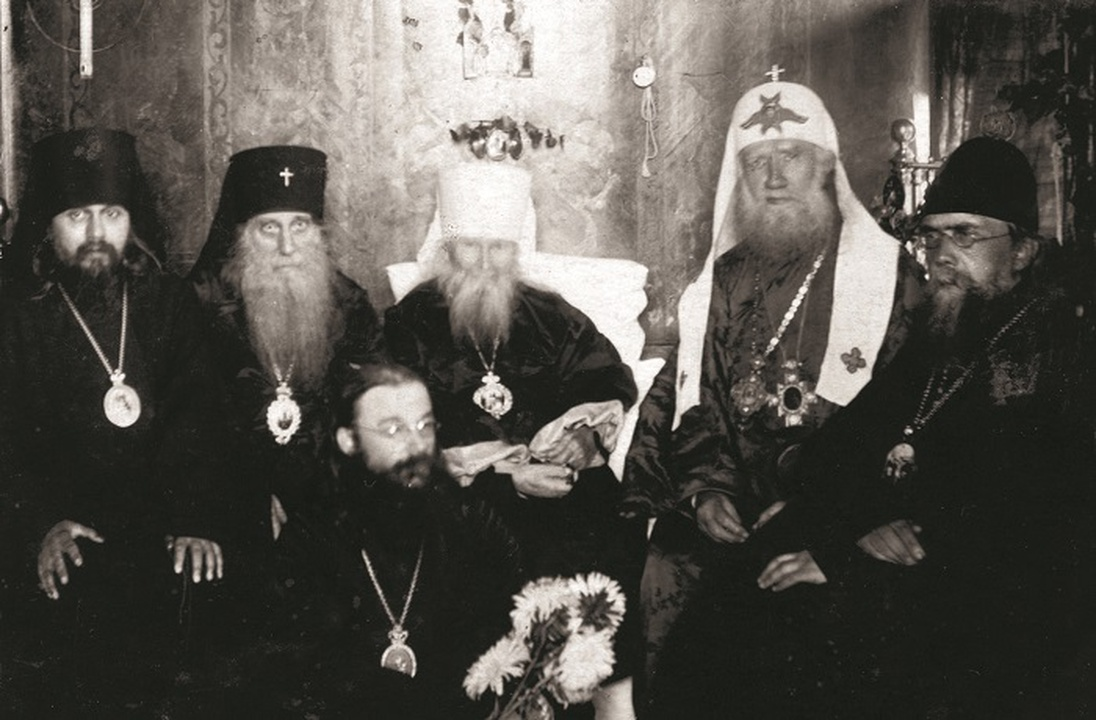
Патриарх Тихон в гостях у бывшего митрополита Московского и Коломенского Макария (Невского) в Николо-Угрешском монастыре. Крайний слева епископ Серпуховский Арсений (Жадановский)

## Последний арест и гибель

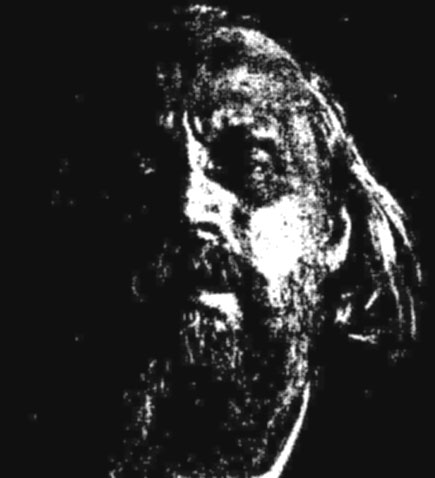
Епископ Арсений (Жадановский) в Бутырской тюрьме НКВД, 1937 год

14 апреля 1937 года епископ Арсений был арестован и заключён в Бутырскую тюрьму в Москве. На допросе 28 мая признал, что совершал тайные богослужения. 26 сентября епископ Арсений был осуждён тройкой УНКВД СССР по Московской области по обвинению в «руководстве и организации контрреволюционной нелегальной монархической организации церковников» и приговорён к расстрелу. На следующий день он был расстрелян.
Реабилитирован 21 мая 1956 года за отсутствием состава преступления.

## Труды
- О сквернословии. — М., 1907.
- Христос воскресе! — М., 1907.
- Граф Толстой и наше неверие. — М., 1911.
- Преподобный Макарий Египетский. — М., 1911.
- Гефсимания (Краткие сведения о Гефсиманской женской общине). — М., 1911.
- Духовный дневник. // Голос Церкви 1912—1916, и отдельные издания: М. 1910—1912; — М., 2006.
- О священстве. — М., 1914.
- Московский священный Кремль. Спасская башня. — М., 1917.
- Воспоминания / гл. ред. прот. В. Н. Воробьёв. — М.: Издательство ПСТБИ, 1995. — 294 с. — ISBN 5742900074.
- Свете тихий. Жизнеописание и труды епископа Серпуховского Арсения (Жадановского): в 3 т. — Т. 1. — М., 1996; Т. 2, 3. — М., 2002.
- Пастырский кружок памяти св. прав. Иоанна Кронштадтского // Вестник пастырского семинара. 1996. — № 1. — С. 42-45